# Zastava Benina
Zastava Benina usvojena je 1959., izmijenjena uvođenjem marksističkog režima 1975. i ponovno vraćena nakon njegova rušenja 1. kolovoza 1990.
Boje su tradicionalno panafričke.
Zelena predstavlja nadu, žuta bogastvo, a crvena hrabrost.